# Lo sagrado hecho real

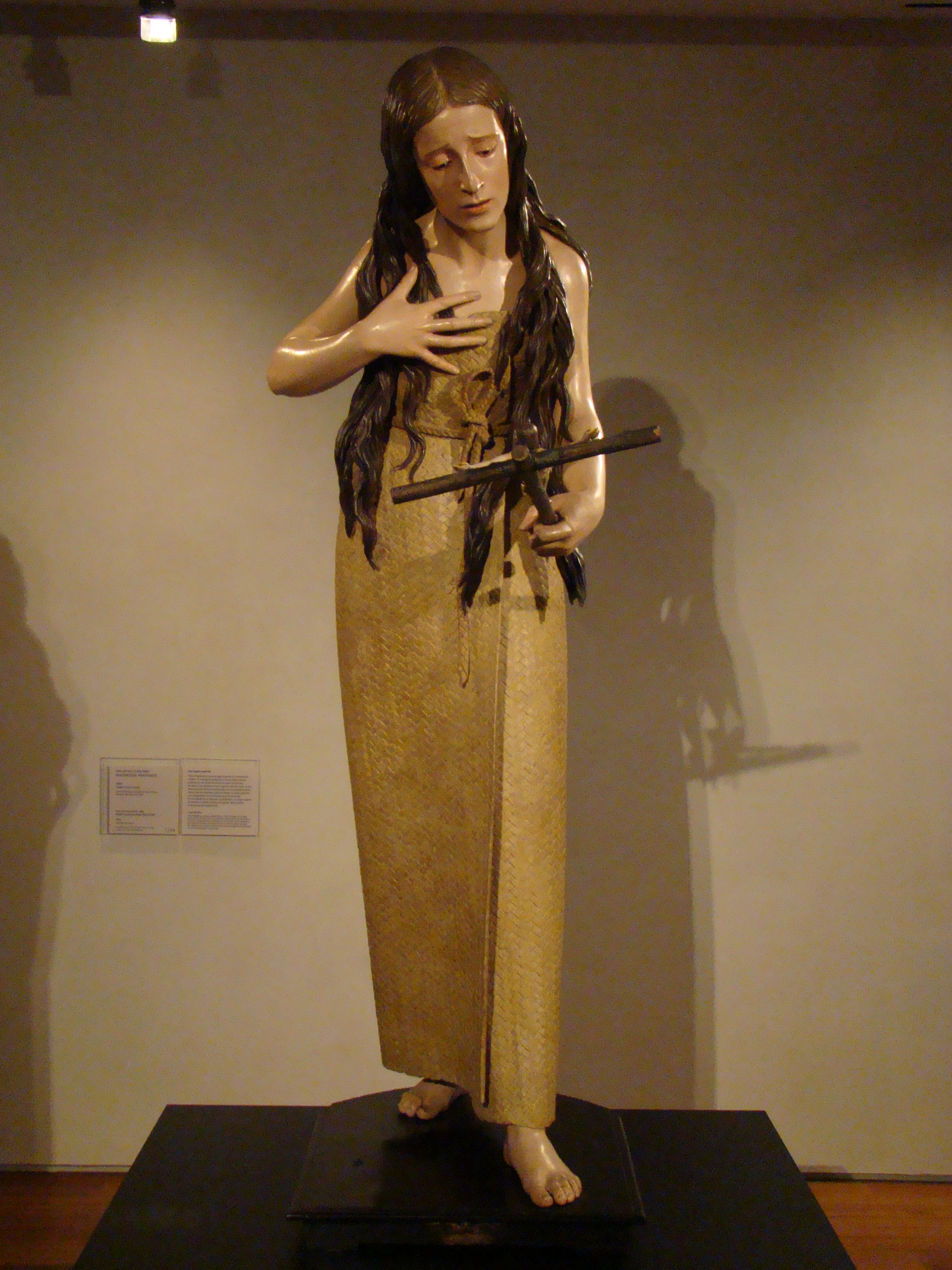
Magdalena penitente, del Museo Nacional de Escultura (Valladolid), exhibida en la exposición.

Lo sagrado hecho real fue una importante exposición de pintura y escultura del Barroco español, religiosa en casi su totalidad, que fue presentada en la National Gallery de Londres, la National Gallery of Art de Washington y en el Museo Nacional de Escultura de Valladolid en los años 2009-10. Supuso una indagación sobre aspectos del Barroco y una incorporación de las últimas innovaciones historiográficas en el campo de la imagen católica. Asimismo se integra en el interés, manifestado en la primera década del siglo XXI, por este movimiento artístico.

## Trayectoria
La exposición tuvo una gran acogida internacional, tras su presentación en octubre de 2009 en la National Gallery de Londres —donde había sido concebida y organizada por Xavier Bray conservador de esta institución— y luego en la National Gallery of Art de Washington.
Tras el éxito que la muestra tuvo en Londres y Washington, se pudo ver en el entonces Museo Nacional Colegio de San Gregorio (hoy, Museo Nacional de Escultura) de Valladolid, que había participado en ese evento, entre otras cosas, con dos importantes imágenes: la Magdalena penitente de Pedro de Mena y el Cristo yacente de Gregorio Fernández. Fue inaugurada por el Ministerio de Cultura el 5 de julio de 2010. En principio, iba a presentarse en España del 6 de julio al 30 de septiembre de 2010, pero fue prolongada hasta el 17 de octubre.
En la National Gallery de Londres se expuso del 21 de octubre de 2009 al 24 de enero de 2010. con éxito (más de 100.000 visitantes), y a continuación en la National Gallery of Art de Washington, entre el 28 de febrero y el 31 de mayo de 2010 (unas 85.000 personas). Finalmente estuvo en el citado Museo Nacional de Valladolid, que en conjunto atrajo a 38.500 visitantes.

## Tema
La muestra sintética de 28 piezas estaba formada por una secuencia de obras, muy elegidas, muy significativas, para reconstruir los vínculos no bien resaltados que se trabaron en el siglo XVII entre dos artes en parte disjuntas pero complementarias, la pintura y la escultura. Pintura y escultura, rivales entre sí, colaboraban abiertamente en la policromía, e indirectamente en ciertas obras pictóricas que tenían cierta inspiración escultural. Gracias a esa conjunción se logró una técnica virtuosa, realista, de imágenes desgarradoras que deseaban reforzar la fe católica. El resultado fue un arte sensorial, extraño y complejo, al servicio de la divulgación religiosa en ese tiempo de masificación que fue el siglo XVII.
Señala M. Bolaños, directora del citado Museo Nacional, que para los espectadores españoles son imágenes familiares, aunque no en esta nueva presentación; mientras que para los anglosajones protestantes, cuya educación recela de la imagen religiosa, la exposición ha supuesto un redescubrimiento del Barroco español, de nuestro gusto brutal e insólito por la muerte, por las lágrimas y la sangre. En ambos casos inspira en el visitante reflexión y sorpresa.
El pintor Pacheco y el escultor Martínez Montañés, Alonso Cano, Diego Velázquez, Gregorio Fernández, Pedro de Mena, Zurbarán o José Ribera se unen en Lo sagrado hecho real para reconstituir ese contraste fecundo entre escultores y pintores del siglo XVII, para contextualizar artísticamente el imaginario católico español con su teatralidad persuasiva. Pero, además, ofrece un aliento más amplio, al inscribirse en el interés contemporáneo por el Barroco, que mantiene un eco muy vivo en la crítica y en la creación del presente.

## Imágenes
- Lo sagrado hecho real
- The sacred made real

## Enlaces
- Hugh Thomas, El asombro de "Lo sagrado hecho real", ABC, 11-2-2010
- colegio-de-san-gregorio
- Artículo de Xavier Bray
- The Guardian
- Ministerio de Cultura
- Museo Nacional Colegio de San Gregorio